# Самервил (Кентаки)
Самервил (енгл. Summersville) насељено је место без административног статуса у америчкој савезној држави Кентаки.

## Демографија
По попису из 2010. године број становника је 568.
| Група             | 2000.    | 2010.       |
| Белци             | 0 (0,0%) | 535 (94,2%) |
| Афроамериканци    | 0 (0,0%) | 14 (2,5%)   |
| Азијати           | 0 (0,0%) | 6 (1,1%)    |
| Хиспаноамериканци | 0 (0,0%) | 11 (1,9%)   |
| Укупно            | 0        | 568         |